# Pädagogischer Panther
Der Pädagogische Panther ist die höchste Auszeichnung für Schulen und Personen des Bildungswesens im Land Steiermark. Es gibt den Preis seit 1999. Benannt ist er nach dem Wappentier des Landes, dem Steirischen Panther.

## Verleihung und Organisation
Verliehen wird der Preis von:
- Steirischer Landesverband der Elternvereine an öffentlichen Pflichtschulen (LV-EV)
- Landesverband der Elternvereinigungen an mittleren und höheren Schulen Steiermarks [1]
- Landesverband der Elternvereine an katholischen Privatschulen in der Steiermark
- Abteilung für Schulpsychologie-Bildungsberatung beim Landesschulrat für Steiermark

Gestiftet wird der Preis, je nach Jahr, von lokalen Wirtschaftsträgern, wie etwa Banken.

## Kategorien
Der Preis wird in zwei Kategorien vergeben, teilweise auch zusätzlich ein Projektpreis: 
- Preis für hervorragende Lehrer bzw. Lehrerteams:

„Einzelpreis für hervorragende pädagogische Leistungen im Unterricht und in der Betreuung. Nominiert werden sollen Lehrer und andere Pädagogen, die sich in besonderer Weise um die Qualität ihres Unterrichts sowie des Betreuungsteils im Rahmen der Tagesschule, um die Pflege der Beziehungen zu den Schülern und/oder um Qualitätsinitiativen an ihrer Schule verdient gemacht haben.“

 Heute werden drei Haupt- und drei Ehrenpreise verliehen, der Hauptpreis wird in den Altersstufen 6–10-Jährige, 10-14-Jährige und 15–19-Jährige verliehen. Anfangs auch ein vierter in der Klasse 10–18-Jährige für die AHS-Langform.
- Preis für hervorragende Schulen

„Der Schulpreis wird an die jeweilige Schule insgesamt für besondere Bemühungen um die pädagogische Gestaltung von Unterricht, Betreuung und Schulleben vergeben. Ein ganzheitlicher Zugang zum Lehren und Lernen, die Übernahme von Ergebnisverantwortung sowie auch Beiträge zu einer sinnvollen Rhythmisierung von Lernen und Erholung sollen so eine Würdigung erfahren.“

Vier Preise, im Allgemeinen für die vier Schultypen Volksschule, Hauptschule/Neue Mittelschule, AHS, BHMS. Anfangs zwei, dann teilweise nur drei, teilweise auch Ehrenpreise

## Preisträger
- 1999: Volksschule Hönigtal, BORG Deutschlandsberg[3]
- 2000: Musikvolksschule Retznei, Hauptschule Dr. Renner Graz-Liebenau, BG Marschallgasse, Landesberufsschule Feldbach, HTBLA Weiz[4]
- 2001: Volksschule Gabelsberger Graz, Private Hauptschule in Dobl bei Graz, HBLA Schrödingerstrasse Graz-Lend[5]
- 2002: Volksschule Kathal, Neue Mittelschule St. Andrä (HS, Graz-Gries), Priv. FSW der Barmherzigen Schwestern[6]
- 2003: keine Verleihung
- 2004: Volksschule Kalsdorf, Volksschule Peter Rosegger Graz-Wetzelsdorf, Hauptschule Leoben Stadt (BiHS), BG/BRG Carnerigasse Graz-Geidorf[7]
- 2005: Volksschule Kalkleiten, VS Graz-Hirten (in Eggenberg), Hauptschule Franz Jonas Trofaiach, Priv. Gym/WIKU-RG Sacré Coeur Graz[8]
- 2006: Volksschule Unterwald/Bez. Voitsberg, VS Odilien Graz-St. Leonhard, BG/BRG Köflach, HLW Schrödinger Graz-Lend (2. Verleihung, ex HBLA Schrödingerstrasse)[9]
- 2007: Volksschule Markt Hartmannsdorf, Hauptschule Anger/Bez. Weiz, Ursulinen-Gymnasium Graz[10]
- 2008: Volksschule Neufeld Graz-St. Peter, Hauptschule St. Marein bei Graz, Polytechnische Schule Köflach, Polytechnische Schule Mürzzuschlag[11]
- 2009 keine Verleihung
- 2010: Volksschule Peter Rosegger Graz-Wetzelsdorf (2. Verleihung),[12] Volksschule Peesen in Thannhausen,[13] HS/PS Franz Jonas Trofaiach (2. Verleihung),[14] BORG Birkfeld[15]
- 2011: nicht vergeben
- 2012:[16] PTS Deutschfeistritz, PTS Herrgottwiesgasse Graz, Volksschule Friedberg, Abteigymnasium Seckau